# II народно събрание
Второто народно събрание е вторият поред парламент на Народна република България. Ако се спази номерацията на предходните парламенти, то е XXVIII поред Обикновено народно събрание. Открито е на 20 декември 1953 г. и закрито на 21 декември 1957 г.

## Избори
Изборите се провеждат по нов избирателен закон, който заменя пропорционалната система с мажоритарна. Страната е разделена на едномандатни избирателни райони с население около 30 хиляди души, в които има по един кандидат, утвърден от местните организации на Българската комунистическа партия.
На изборите за парламент гласуват 4 981 594 избирателя или общо 99,49 % от всички избиратели. Избрани са общо 249 народни представители, от които 210 мъже и 39 жени. От всички депутати 145 души са от БКП, 65 от БЗНС, 9 от ДКМС и 30 са безпартийни. По народност 230 от народните представители са българи, 8 македонци, 9 турци, 1 арменец и 1 евреин.

## Място
Заседанието се провежда в сградата на Народното събрание.

## Сесии
- I редовна 20 декември 1953
- I извънредна 14 – 16 януари 1954
- II извънредна 8 – 9 април 1954
- II редовна 1 ноември 1954
- III редовна 1 – 3 февруари 1955
- III извънредна 28 май 1955
- IV редовна 1 – 2 ноември 1955
- IV извънредна 12 – 14 декември 1955
- V редовна 1 – 3 февруари 1956
- V извънредна 16 – 17 април 1956
- VI извънредна 30 юни – 2 юли 1956
- VII извънредна 18 август 1956
- VI редовна 1 – 2 ноември 1956
- VIII извънредна 27 декември 1956 – 5 януари 1957
- VII редовна 1 февруари-14 март 1957
- VIII редовна 1 – 5 ноември 1957
- IX извънредна 10 – 11 декември 1957

## Председател на бюрото на Народното събрание
- Фердинанд Козовски

### Подпредседатели на бюрото на Народното събрание
- Николай Иванов
- Георги Хаджигецов
- Петър Попзлатев

## Председател на Президиума на Народното събрание
- Георги Дамянов